# سای گاو
سای گاو یک ستاره است که در صورت فلکی ثور قرار دارد.